# NGC 6250
NGC 6250 is een open sterrenhoop in het sterrenbeeld Altaar. Het hemelobject werd op 1 juli 1834 ontdekt door de Britse astronoom John Herschel.

## Synoniemen
- OCL 991
- ESO 277-SC20